# Gustavo Zapata
Gustavo Zapata (Saladillo, 15 oktober 1967) is een voormalig Argentijns voetballer.

## Clubcarrière
Zapata speelde tussen 1986 en 2001 voor Temperley, River Plate, Yokohama Marinos, San Lorenzo Almagro en Chacarita Juniors.

## Interlandcarrière
Zapata debuteerde in 1991 in het Argentijns nationaal elftal en speelde 27 interlands.
1 Goycochea ·
2 Vázquez ·
3 Enrique ·
4 Basualdo ·
5 Astrada ·
6 Ruggeri ·
7 Caniggia ·
8 Franco ·
9 Batistuta ·
10 Simeone ·
11 Latorre ·
12 Lanari ·
13 Gamboa ·
14 Craviotto ·
15 Altamirano ·
16 García ·
17 Zapata ·
18 Medina ·
19 Mohamed ·
20 Rodríguez ·
21 Giunta ·
22 Cancelarich ·
Coach: Basile
1 Goycochea ·
2 Vázquez ·
3 Altamirano ·
4 F. Basualdo ·
5 Redondo ·
6 Ruggeri ·
7 Medina ·
9 Batistuta ·
10 Simeone ·
11 Gorosito ·
12 Islas ·
13 Cáceres ·
14 Craviotto ·
15 Borelli ·
16 García ·
17 Zapata ·
18 Acosta ·
19 Zamora ·
20 Rodríguez ·
21 Scoponi ·
22 Mancuso ·
23 J. Basualdo ·
Coach: Basile